# Selepa discocellularis
Selepa discocellularis är en fjärilsart som beskrevs av Embrik Strand 1917. Selepa discocellularis ingår i släktet Selepa och familjen trågspinnare. Inga underarter finns listade i Catalogue of Life.